# 3354 McNair
3354 McNair là một tiểu hành tinh vành đai chính với chu kỳ quỹ đạo là 1294.8501472 ngày (3.55 năm). Nó được phát hiện ngày 8 tháng 2 năm 1984.